# Чип и Дейл (мультсериал)
«Чип и Дейл» (англ. Chip 'n' Dale: Park Life, «Чип и Дейл: Жизнь в парке») — анимационный стриминговый сериал производства Xilam и The Walt Disney Company France, главными героями которого являются персонажи The Walt Disney Company Чип и Дейл. Премьера мультсериала состоялась 28 июля 2021 года на Disney+. В отличие от большинства проектов с участием Чипа и Дейла, здесь персонажи не разговаривают, что является отличительной особенностью сериалов Xilam.

## Сюжет
Будучи гибридом классической мультяшной комедии и современного повествования, сериал повествует о двух крошечных смутьянах, пытающихся наладить жизнь в большом городском парке и переживающих незабываемые приключения. Любимые бурундуки Диснея — оптимистичный, но сосредоточенный Чип и легкомысленный мечтатель Дейл, составляют идеальный дуэт. Они — лучшие друзья, которые сводят друг друга с ума. В вечной погоне за желудями к ним присоединяются Плуто, Бутч и другие культовые персонажи Диснея, которые сталкиваются с великими маленькими хулиганами.

## Роли озвучивали
- Мэтью Гечи — Чип
- Кейси Чейз — Дейл
- Билл Фармер — Плуто
- Синди Ли Делонг — Кларисса и Фифи, щенки Плуто
- Сильвен Карузо — Дональд Дак
- Дэвид Гэзмен — Братья Гавс, Бутч

## Маркетинг
20 июля 2021 года Disney+ опубликовала первый официальный трейлер на своём Youtube-канале.

## Критика
На агрегаторе рецензий Rotten Tomatoes мультсериал имеет рейтинг 80% на основании 5 отзывов.